# Чаудинське море
Чаудинське море — опріснений морський басейн, що існував у Південній Європі на початку антропогенового періоду і, можливо, у пліоценову епоху. В межах України має контури менші за сучасні Азовське і Чорне моря.
Чаудинське море через Босфор сполучалося з морським басейном, що виповнював западину сучасного Мармурового моря, і, можливо, через Манич — з Бакинським басейном (у межах сучасного Каспійського моря і Прикаспійської западини). Вапняки і піски Ч. м. трансгресивно залягають на відкладах від пізньопліоценових на Кавказі до олігоценових у Криму.

## Інтернет-ресурси
- Чаудинське море [Архівовано 4 березня 2016 у Wayback Machine.]